# TOUR 2007 cartoon KAT-TUN II You
『TOUR 2007 cartoon KAT-TUN II You』(ツアー・2007・カトゥーン・カトゥーン・トゥー・ユー)は、日本の男性アイドルグループ、KAT-TUNの5枚目のDVD。

## 概要
2007年春、2ndアルバムを携えて行われた全国ツアーのファイナル、6月17日東京ドームでのコンサートを収録。半年間の留学生活を経て帰国した赤西仁はツアー途中参加であり、企画段階で不在だったためソロはないが、ソロ以外の曲をメンバー6人で歌った姿が収録されている。ジャケットの種類が2種あるが、価格も収録内容も同一である。

### ブックタイプ・ジャケット仕様
- DVD2枚組
- 48Pブックレット付属

### スタンダード・ジャケット仕様
- DVD2枚組

## 収録内容

### DISC1
1. Overture
2. SHE SAID...
3. WILDS OF MY HEART
4. Real Face
5. 僕らの街で
6. Jumpin' up
7. Peacefuldays
8. someday for somebody - 亀梨和也
9. Movin' on
10. Make U Wet - 田中聖
11. Peak
12. フリーズ
13. GOLD
14. ONE ON ONE - 田中聖・中丸雄一
15. SPECIAL HAPPINESS - 亀梨和也・田口淳之介
16. BUTTERFLY - 赤西仁・上田竜也
17. Messenger
18. Hey! Say! - Hey! Say! 7
19. SIGNAL
20. YOU
21. サムライ☆ラブ☆アタック - 田口淳之介
22. オリジナル・ブルー
23. ピカピカII
24. Key of life - 中丸雄一

### DISC2
1. LOST - 上田竜也
2. ハルカナ約束
3. Le ciel～君の幸せ祈る言葉～
4. ど～にかなるさ
5. うたいつづけるとき
6. 喜びの歌
7. ノーマター・マター
8. Will Be All Right
9. Real Face
10. ハルカナ約束 (ENCOREIII)
11. 注意事項
  - ツアーマスコットの犬に扮したメンバーがコンサートマナーについて漫画も用いて説明したもの。